# Jean Mabillon
Jean Mabillon [ejtsd: 'mabijon'], magyarosan Mabillon János O. S. B. (Saint-Pierremont, 1632. november 23. – Párizs, 1707. december 27.) francia bencés szerzetes és történettudós, kortársai szerint „Franciaország legnagyobb tudósa”, az oklevéltan megalapítója.

## Élete
21 éves korában, 1653. szeptember 5-én lépett a bencés-rend Szent Mórról elnevezett Maurinusok nevű kongregációjába. Fiatal éveiben sokat betegeskedett, ennek ellenére 1660. március 27-én Amiensben mégis pappá szentelték. 1663-ban St. Denisben a műemlékek felügyelőjének nevezték ki, majd 1664-ben Párizsba küldték elöljárói, ahol a Saint Germain-apátság könyvtárosának, Lukas D'Achérynek segített.
Párizsban adta ki 1667-ben első nagyobb művét: Opera s. Bernardi (Clairvaux-i Szent Bernát műveinek gyűjteménye). 1668-ban jelentette meg az I. kötetet a bencés-rend szentjeinek életrajzából, amelyet 1702-ig még másik 8 követett. A francia király megbízásából nagyobb tudományos utazásokat tett Franciaországban, majd 1680-ban bejárta a Német-Római Birodalmat és Itáliát, elsősorban Franciaország történetével kapcsolatos történeti dokumentumokat kutatva. A francia királyi könyvtárat több mint 3.000 jelentős könyvvel és kézirattal gazdagította. De re diplomatica című művéért a oklevéltan megalapítójának nevezik.
1701-ben a Szépirodalmi Akadémia (Académie des Inscriptions et Belles-Lettres) tagjává nevezték ki. A „Franciaország legnagyobb tudósá”-nak nevezett Mabillon ennek ellenére megmaradt egyszerű szerzetesnek, és ezzel az egész maurinus kongregáció példaképe lett. 1707-ben hunyt el 75 éves korában.

## Műveinek listája
- Acta sanctorum ordini S. Benedicti (Párizs, 1668–1702)
- Vetera analecta etc. (Párizs, 1675–1685)
- De re diplomatica libri VI. (Párizs, 1681)
- De liturgia Gallicana libri III. (Párizs, 1685)
- Museum Italicum (Párizs, 1687–1689)
- Traité des études monastiques (Párizs, 1691)
- Annales Ordinis S. Benedicti (Párizs, 1703)
- La mort chrétienne (Párizs, 1702)
- Oeuvres posthumes

Életrajzát és számos művének jegyzékét tanítványa, Ruinart jelentette meg. Magyarul Horvát Árpád történész (Szendrey Júlia második férje) méltatta munkásságát (Mabillon János, a diplomatika megalapítója, Akadémia, Budapest, 1885 → elektronikus elérhetőség)